# 버네사 마실
버네사 마실(Vanessa Marcil, 1968년 10월 15일 ~ )는 미국의 배우이다.

## 출연 작품
- 더 록